# Sprawiedliwość?
Sprawiedliwość? – album muzyczny zespołu The Hunkies wydany w Polsce przez wydawnictwo Jimmy Jazz Records. Publikacja ukazała się w 2003 r. na dwóch nośnikach danych – kasecie magnetofonowej i płycie kompaktowej. Zawiera 16 utworów muzycznych. Jest to pierwszy, debiutancki album wymienionej formacji muzycznej.

## Historia i album
Zespół The Hunkies powstał w 2002 r., a już rok później – w 2003 r. – zespół nagrał materiał i wydany został w Polsce z tym właśnie materiałem jego pierwszy, debiutancki album muzyczny pod tytułem „Sprawiedliwość?”. Wydawcą tego albumu jest wytwórnia muzyczna Jimmy Jazz Records.
Ukazał się on na dwóch nośnikach danych. Pierwszym z nich jest jedna płyta kompaktowa. Ta publikacja w katalogu wydawcy otrzymała identyfikator – JAZZ 049. Producentem wydawnictwa była firma Alternati Projekt (identyfikator – ALT 0641). Natomiast tłoczenie płyt CD wykonała firma GM Records. Pozostałe identyfikatory przypisane do wydania – Matrix / Runout: ALT 0641 www.alternati-cd.com.pl; Mastering SID Code: IFPI T57; Mould SID Code: IFPI Z907. Płyta CD została umieszczona w standardowym opakowaniu typu Jewel Case. Natomiast drugim, wykorzystanym nośnikiem jest jedna kaseta magnetofonowa. Ta wersja publikacji otrzymała identyfikator – JAZZ 050.
Kolejne wydawnictwo muzyczne zespołu The Hunkies ukazało się w 2005 r. Był to split z zespołem Eye for an Eye, który wydany został przy współpracy dwóch wytwórni muzycznych: Jimmy Jazz Records oraz Pasażer, pod tytułem „To co nas łączy”.
Tytuł albumu – „Sprawiedliwość?” – jest identyczny jak tytuł jednego z utworów muzycznych znajdujących się w albumie. Jest to ostatni utwór zamieszczony na pozycji 16.
Album w wydaniu na płycie kompaktowej znalazł się na liście wydawnictw znajdujących się pod patronatem kampanii społecznej prowadzonej pod hasłem „Muzyka Przeciwko Rasizmowi”, zapoczątkowanej przez Marcina Kornaka i realizowanej przez Stowarzyszenie „Nigdy Więcej”.

## Muzyka i utwory
Muzyka zawarta w albumie zaliczana jest do gatunku muzycznego jakim jest rock, w szczególności zaś w jego ramach do nurtu muzycznego hardcore punk. Ścieżka dźwiękowa, w obu wersjach wydania, zawiera 16 utworów muzycznych. Całkowity czas nagrań wynosi 31 minut i 3 sekundy. Jak wskazują autorzy niektórych publikacji, jest to odmiana hardcore punku najbardziej prosta, czysta, przyswajalna, bez specjalnego kombinowania czy stylistycznych „łamańców”. Pojawia się także czasem dla takiego stylu, przypisywane także do twórczości zawartej w tym albumie, określenie street core. Niektórzy publicyści dostrzegają bowiem jednak w stylu prezentowanym w albumie brzmienia nut ulicznych korzeni melodyjnego grania.
Większość utworów zamieszczonych w albumie są autorstwa samego zespołu, a pod względem ich tekstów głównie Pawła Czekały (pseudonim "Piguła"). W repertuarze zaprezentowanym w tym wydawnictwie znajdują się również przeróbki i aranżacje utworów innych grup muzycznych, między innymi jednym z bardziej znanych jest piosenka zatytułowana „Swastyki w szkolnych toaletach” pochodząca pierwotnie z repertuaru grupy Dr. Cycos, powiązanej personie z The Hunkies i innymi zespołami takimi jak Anti Dread, The Analogs, Vespa, czy Needles & Pins. Powstał również cover jednego z utworów zespołu TZN Xenna oraz covery utworów formacji Agnostic Front i Suicidal Tendencies.

## Utwory
| lp. | tytuł                          | czas (min.:sek.) |
| --- | ------------------------------ | ---------------- |
| 1   | Mój świat rozpadł się          | 1:50             |
| 2   | Bomby                          | 2:08             |
| 3   | Nagłówki gazet                 | 2:27             |
| 4   | Czemu wierzysz im?             | 1:37             |
| 5   | Twarda dyscyplina              | 2:56             |
| 6   | Droga do piekła                | 2:35             |
| 7   | Pan zero                       | 1:17             |
| 8   | Wasz świat                     | 1:30             |
| 9   | Podłe psy                      | 1:22             |
| 10  | Pokolenie                      | 2:05             |
| 11  | Twoje życie                    | 1:38             |
| 12  | Swastyki w szkolnych toaletach | 1:48             |
| 13  | Opowieść                       | 2:08             |
| 14  | Niesiesz swój krzyż            | 1:24             |
| 15  | Wojna z samym sobą             | 1:59             |
| 16  | Sprawiedliwość?                | 2:19             |

## Odbiór i opinie
Album zbiera pochlebne opinie, nawet wśród osób co prawda związanych ze sceną punk, ale nie będących specjalnie fanami hardcore punka. Wynika to częściowo z faktu, że prezentowana tu jego odmiana, jak wyżej wspominano, to jego proste wcielenie bez specjalnego kombinowania czy stylistycznych „łamańców”. Niemiej to niewątpliwie hardcore punk, a więc jest na serio jest również ostro i surowo. Ze względu na powiązania personalne choćby z zespołem The Analogs, siłą rzeczy pojawiają się porównania obu twórczości i tu oczywiście należy stwierdzić, że z natury rzeczy muzyka zawarta w albumie „Sprawiedliwość?” jest zdecydowanie mniej melodyjna, a piosenki nie mają tak wyraźnego chuligańskiego sznytu czy tak wprost jednoznacznie przebojowych kawałków, jak w przypadku wspominanej kapeli grającej w nurcie street punk. Choć zdarzają się stwierdzenia jakoby była to mocniejsza i szybsza wersja The Analogs. Ale mimo to i mimo, że nie ma tu oczywistych hymnów, to jednak co najmniej kilka utworów już od pierwszego przesłuchania albumu zwraca na siebie uwagę i pozostaje w pamięci odbiorcy. Wśród nich są utwory, które można określić po prostu jako fajne, np. „Opowieść”, „Nagłówki gazet”, czy utwory zaskakujące swoim wykonaniem, takie jak „Swastyki w szkolnych toaletach”, oczywiście dla osób, które znają wersję oryginalną, wykonywaną przez Dr. Cycos, w stylistyce gatunku muzycznego ska. Są więc tu chwytliwe „kawałki”, a w części utworów nie brakuje mocnych chórków. Już nawet fakt wydania albumu z muzyką hardcorową przez Jimmy Jazz Records był ówcześnie pewnym zaskoczeniem, gdyż wydawane przez tę wytwórnie albumy prezentowały zazwyczaj dorobek zespołów o nieco łagodniejszych brzmieniach i z tego względu było to wręcz uznawane za pewien rzadki eksperyment.

## Oceny
W serwisie społecznościowym, będącym internetową bazą dyskografii zespołów z całego świata – Discogs – według stanu na kwiecień 2025 r., album otrzymał ocenę – (Avg Rating):  (5/5 przy 4 oceniających). Na wymieniony czas pośród osób przynależących do tej społeczności internetowej 23 osoby deklarowało posiadanie albumu, a 2 osoby, iż chciałoby go posiadać. Powyższe dane dotyczą obu wersji wydania. Jeśli zaś chodzi o odrębne, wyżej wymienione wskaźniki kształtują się w ten sposób że oceny są oczywiście takie same, tj. 5/5 przy dwóch osobach oceniających dla każdej z wersji, a jeśli chodzi o dwa pozostałe wskaźniki to kształtują się one następująco: dla wydania na płycie kompaktowej – 19 osób posiadało to wydanie, a dwie deklarowały chęć posiadania, dla wydania na kasecie magnetofonowej – 4 osoby posiadało to wydanie, ale żadna nie deklarowała chęci jej posiadania.
Natomiast w serwisie internetowym „Rate Your Music”, w tym samym okresie czasu, miał on przypisaną ocenę (RYM Rating):  (3.53/5 przy 5 oceniających).

## Inne wydawnictwa
Niektóre utwory zamieszczone w tym albumie ujęto także w składankach, kompilacjach, a mianowicie:
- „Punks, Skins & Rude Boys Now! Vol. 8”: 2002 r., wydawca – Jimmy Jazz Records, nośnik danych – jedna płyta kompaktowa, załączona do zina „Garaż”, numer 18, utwór numer 9 „Droga do piekła”[47]
- „Punks, Skins & Rude Boys Now! Vol. 9”: 2003 r., wydawca – Jimmy Jazz Records, nośnik danych – jedna płyta kompaktowa, załączona do zina „Garaż”, numer 19, utwór numer 1 „Mój świat rozpadł się” oraz utwór numer 19 „Nagłówki gazet”[48]
- „Prowadź Mnie Ulico!!!”: 2004 r., wydawca – Jimmy Jazz Records (w ramach serii albumów „Prowadź mnie ulico”), nośnik danych – jedna płyta kompaktowa, identyfikator – JAZZ 063, utwór numer 20 „Bomby”[49][50][51].

Utwór zespołu The Hunkies pod tytułem „Bomby” został zamieszczony na składance video z 2004 r. Znalazły się tam utwory zespołów pochodzących z różnych krajów. Jej wydawcą była firma Retch Records (identyfikator wydawnictwa – RRDVD001). Została wydana w dwóch wersjach. W obu przypadkach nośnikiem danych była płyta DVD-Video. 
Ponadto nowe wersje wybranych utworów z tego albumu, w nowych aranżacjach, zostały wykorzystane w projekcie muzycznym Piguła Original realizowanym w 2020 r., którego efektem było wydanie albumu „Disso polo”. Muzycznie była to próba wykonania znanych utworów w stylu łączącym nurt punk rocka z hip-hopem. W projekcie oprócz jego inicjatora Pawła "Piguły Czekały brało udział także wielu innych muzyków z różnych formacji.